# San Giuliano Vecchio
San Giuliano Vecchio (San Giuliän Vegg in dialetto alessandrino) è un sobborgo del comune di Alessandria, di 1.723 abitanti.

## Geografia fisica

### Territorio
Appartenente alla circoscrizione Fraschetta, dista 13,4 km dal capoluogo sulla ex SS10 tra Tortona e Alessandria e confina con i sobborghi di San Giuliano Nuovo, Castelceriolo, Cascinagrossa, Mandrogne e Torre Garofoli.

#### Il reticolo centuriale
Sono presenti tracce del reticolo centuriale romano che si fonda essenzialmente su di un asse primario da nord a sud (grossomodo da Sale a Basaluzzo) di circa 25 Km. L'asse appena descritto, almeno per la parte ancora percettibile e riscontrabile sulle cartine IMG in scala 1:25.000, ha una lunghezza di circa 17 km. Assolutamente rettilineo, copre di fatto l'area pianeggiante compresa tra il Po, il Tanaro, lo Scrivia e l'Orba. Dalla zona di Sale raggiunge San Giuliano Nuovo e, dopo un'interruzione di circa un paio di chilometri, riprende a San Giuliano Vecchio per terminare sulla ex strada statale 35 dei Giovi Alessandria-Pozzolo Formigaro.

## Storia

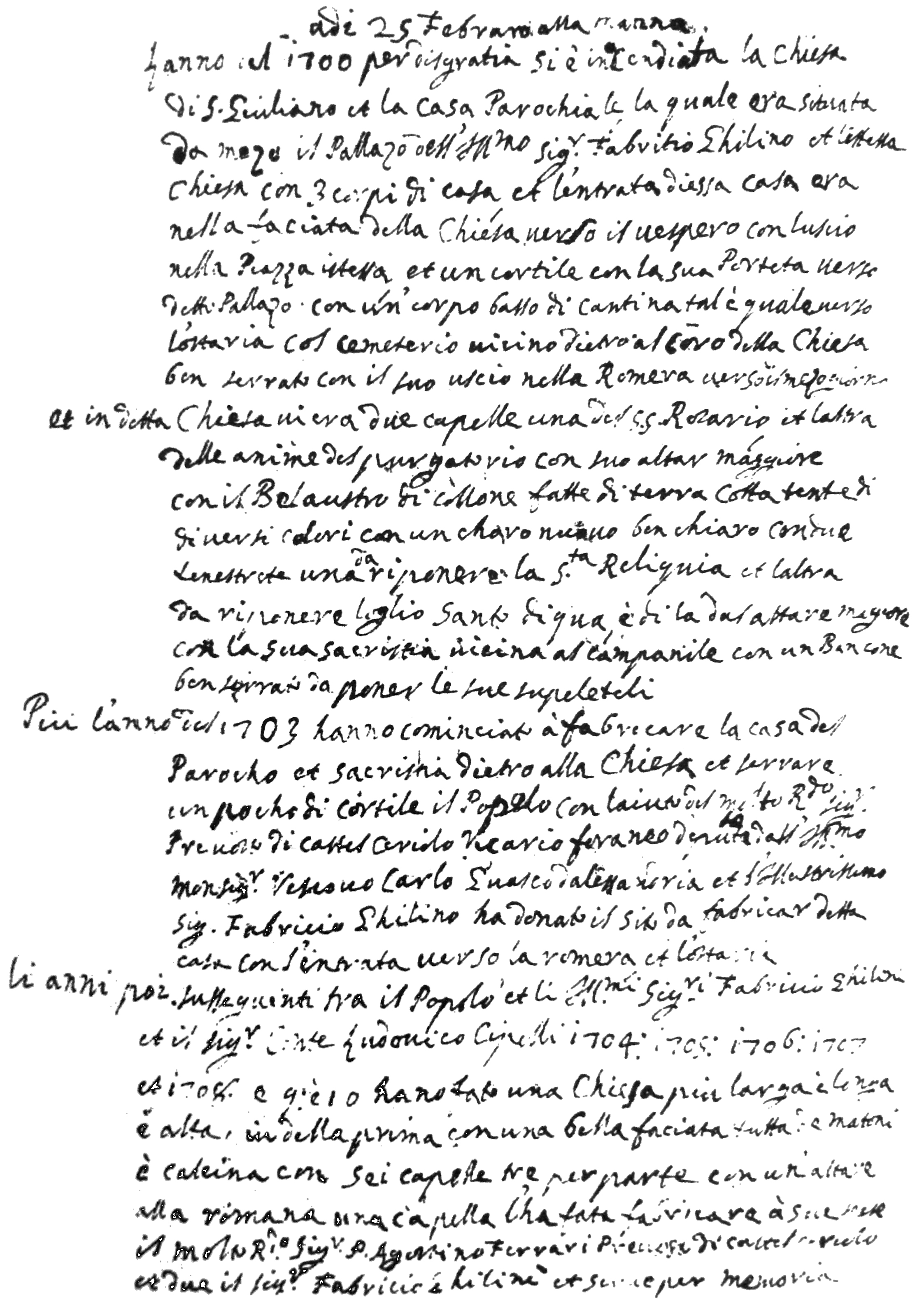
Copia del documento originale circa l'incendio della chiesa

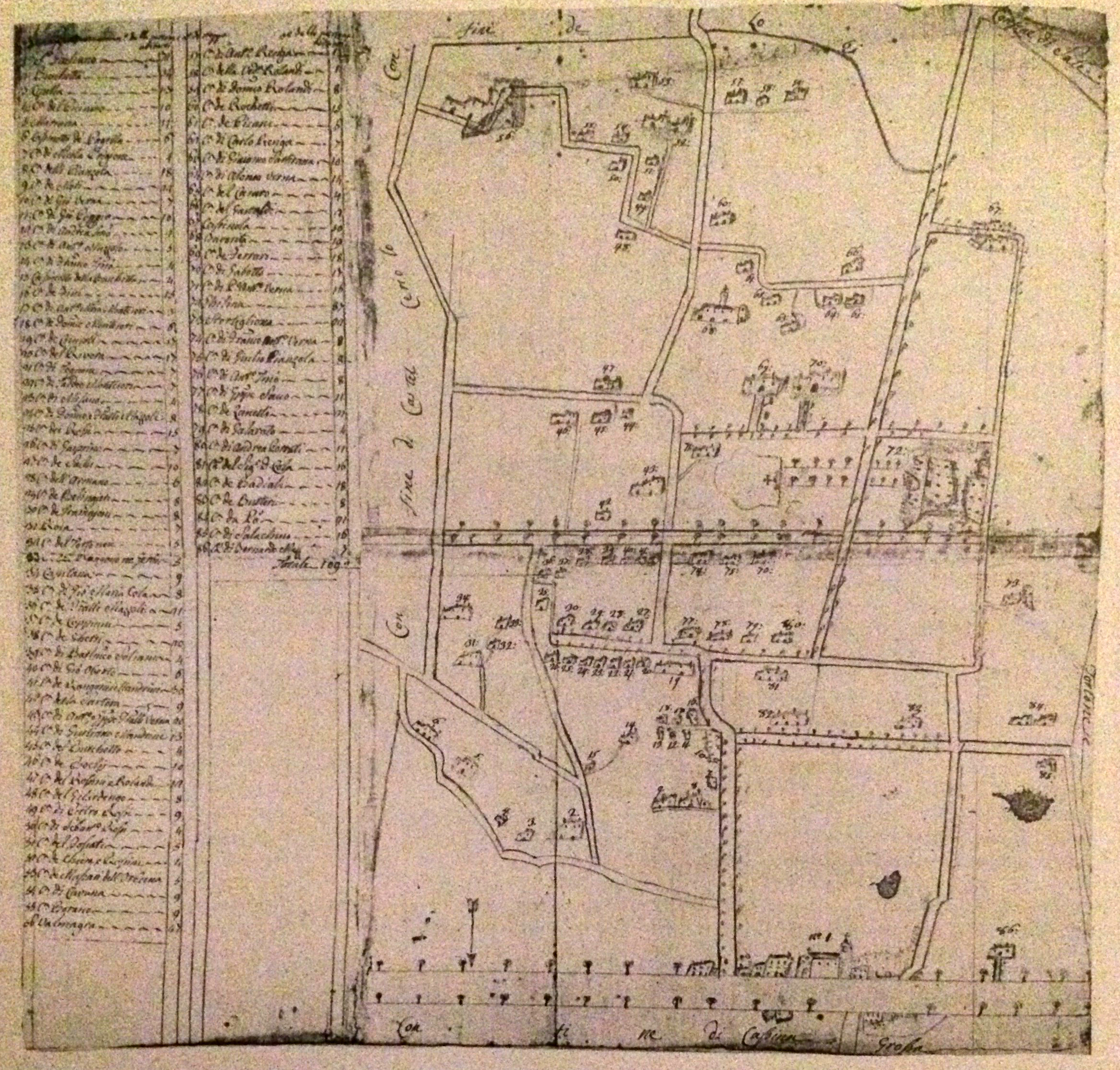
Pianta del territorio della parrocchia di San Giuliano nel XVIII secolo.

### Questione territoriale
La presenza del borgo di San Giuliano della Frasca è verificata dalle carte geografiche a partire dal XV secolo, ma il toponimo a cui si riferivano le carte indica in realtà tutta l'area comprendente anche l'odierno San Giuliano Nuovo. Le testimonianze storiche del nome "San Giuliano Vecchio" sono più tarde e legate alla costruzione di una "nuova" chiesa nella prima metà del XVIII secolo dopo la distruzione della precedente sita nell'area della piazza principale del paese. Va detto quindi, che prima della costruzione della chiesa "nuova", il nome San Giuliano era unico e non diviso in "vecchio" e "nuovo" e comprendeva le due aree. Importante sapere ai fini storici che l'area in seguito denominata San Giuliano Nuovo si chiamava in precedenza cassinaggi dei Ghilini. Questa denominazione era dovuta alla presenza della Ghilina Grossa residenza estiva preferita dai Ghilini, antica famiglia nobile alessandrina e di cui si hanno notizie fin dall'XII secolo, proprietaria di molti terreni sul territorio.

### Il rogo della chiesa
Un accadimento singolare avvenne nell'anno 1700. Il nome di Fabrizio Ghilini IV (1665 - 1745), che per una serie di fortunate eredità divenne il più ricco della città ai suoi tempi, è legato anche all'incendio del 25 febbraio 1700, forse non proprio dovuto al caso, della chiesa dedicata a San Giuliano. Come si è già scritto la chiesa a quel tempo era posizionata nell'area che successivamente divenne la piazza principale di San Giuliano Vecchio. Dopo l'incendio la chiesa venne riparata, ma ben presto il Ghilini, proprietario della "Ghilina", si affrettò a donare terreno e soldi per l'edificazione di una nuova parrocchia, dedicata alla Madonna del Rosario. Il nuovo edificio di culto sarebbe stato "distante però mezz'ora (a piedi, n.d.r.) dall'antica chiesa", e cioè a poche centinaia di metri alla Ghilina Grossa. La costruzione della nuova chiesa, avvenuta - in seguito - nella seconda metà del secolo XVIII, rappresenta di fatto l'inizio dello sviluppo e dell'identificazione geografica di due paesi, uno "Vecchio" e l'altro "Nuovo".

### La Battaglia di Marengo
San Giuliano Vecchio, il 14 giugno 1800, è stato anch'esso teatro della Battaglia di Marengo. Presso la cascina "Vigna Santa" è situato un piccolo memoriale dedicato alla memoria del valoroso generale napoleonico Louis Charles Antoine Desaix morto per un colpo di moschetto al cuore in questa zona.

## Agricoltura e attività produttive
Il borgo è prevalentemente agricolo, fatto per la maggior parte di appezzamenti di privati di piccole-medie dimensioni che in maggioranza sono sviluppati lungo l'asse della ex SS10. Le colture sono varie e tra le principali troviamo: grano, mais, colza, piselli e lupini.
Sviluppato l'allevamento di bovini, pollame, suini ed equini anche grazie ai molteplici agriturismi della zona.

## Architettura locale

### Edifici religiosi
- Chiesa della Beata Vergine Assunta: vi è conservata un'antica reliquia di San Giuliano che è stata divisa con la parrocchia di San Giuliano Nuovo. Le decorazioni e gli affreschi al suo interno e sulla facciata sono opera di Rodolfo Gambini.
- Cappelle campestri

### Edifici civili
- Scuole: le Scuole Elementari, intitolate ad "Angelo e Vincenzina Prato", e le Scuole Medie "G. Mazzini"; entrambe fanno parte dell'istituto comprensivo di Spinetta "A.Caretta" di cui sono divisione.

## Sport
Fino alla stagione 2010-2011 vi era la squadra di calcio locale, l'A.C. San Giuliano Vecchio, che giocava le sue partite al campo sportivo comunale di via Piacenza ma al termine della stagione, culminata con la salvezza nel Campionato di Prima Categoria girone H, la proprietà ha optato per una fusione con la più blasonata formazione del San Giuliano Nuovo militante in Promozione.
Da allora al campo sportivo di San Giuliano Vecchio giocano i giovani della Juniores provinciale del S.Giuliano Nuovo.